# Stranske Makole
Stranske Makole so naselje v Občini Makole, na severovzhodu Slovenije. Nahaja se ob levem bregu Dravinje, ter spada pod Štajersko pokrajino in Podravsko regijo.